# بركان السيدو
يعد بركان السيدو (بالإنجليزية: Alcedo Volcano)‏ واحدًا من ستة براكين مترابطة تشكل جزيرة إيزابيلا في جزر غالاباغوس. يعني الموقع البعيد للبركان أنه حتى أحدث ثوران بركاني في عام 1993 لم يتم تسجيله إلا بعد عامين. كما أنه البركان الوحيد في جزر غالاباغوس الذي اندلع من الريوليت والحمم البازلتية.